# Четириоки опосуми
Четириоки опосуми (Philander) e род опосуми от семейство Didelphidae. Видовете от рода обитават тропическите гори, често се срещат в районите близо до реки или блата. Опосумите са със среден размер, с тегло което не достига повече от един килограм. Половият диморфизъм при тях не е ясно изразен и невинаги мъжките екземпляри са по-едри от женските. Космената покривка на тези животни е груба, сиво кафява, която в областта на корема става жълто-сива и бледо жълта. Главата е пропорционално голяма и заострена. Ушите са дълги и голи, устата е голяма и въоръжена с остри зъби. Крайниците са дълги и тънки с по пет пръста на крайник. При всички опашката е дълга повече от дължината на тялото. Кожната торба е добре развита. Броят на млечните зърна варира от пет до девет броя. Хранят се с насекоми, червеи, водни и сухоземни безгръбначни, яйца, малки гръбначни животни като гризачи, птици, земноводни и влечуги, и плодове, особено папая и банани или зърнени храни. Последното обаче им спечелва лоша репутация като вредители на овощни градини и ниви. Възможно е да се хранят и с мърша.
Женските от този род могат да раждат през цялата година, като спират да се възпроизвеждат само когато хранителните ресурси са ограничени. Броят на малките варира между четири и шест, но те могат да бъдат и от три до девет през влажния сезон, когато ресурсите са по-големи и е на разположение повече храна.

## Списък на видовете
- Philander andersoni
- Philander deltae
- Philander frenatus
- Philander mcilhennyi
- Philander mondolfii
- Philander olrogi
- Philander opossum